# 巴士底歌劇院
巴士底歌剧院（法語：Opéra de la Bastille）是一座位于法国巴黎的歌剧院。巴士底歌剧院座落在巴黎十二区的巴士底广场，由卡洛斯·奥特设计，于1989年落成，是法国第二大歌剧院，也是欧洲最大的歌剧院之一。巴士底歌剧院和加尼叶歌剧院是巴黎国家歌剧院指定的两个歌剧演出场所。

## 历史
巴士底歌剧院是在法国总统弗朗索瓦·密特朗任内建造的。1982年，密特朗下令在巴黎建造一个“现代化而平民化”的歌剧院，以减轻原有的加尼叶歌剧院的演出负担。1983年，成立专门的巴士底歌剧院公共专署（l'Établissement public Opéra-Bastille）负责建造事宜。
歌剧院的选址确定在里昂路（Rue de Lyon）与夏朗冬路（Rue de Charenton）之间已经停用的巴士底车站（后者在1969年停用后一直被用来举办各类展览）。1983年，歌剧院设计的竞标开始，最后加拿大建筑设计师卡洛斯·奥特的方案拔得头筹。1984年，开始拆除巴士底车站，歌剧院正式动土兴建。
1989年7月13日，作为攻占巴士底狱二百周年纪念，巴士底歌剧院正式投入使用。首场演出是罗伯·威尔森编导的音乐盛典《黎明前的夜晚》（La Nuit d'avant le jour）。首场歌剧则是1990年5月17日演出的埃克托·柏辽兹的五幕歌剧《特洛伊人》。
1993年，巴士底歌剧院公共专署解散。第二年，巴黎歌剧院改名为巴黎国家歌剧院，成为工商性质公立机构（EPIC）。